# Zaliznyj Port
Zaliznyj Port (ukr. Залізний Порт) – wieś na Ukrainie, w obwodzie chersońskim, w rejonie skadowskim, w hromadzie Bechtery. W 2001 liczyła 1528 mieszkańców, spośród których 1208 wskazało jako ojczysty język ukraiński, 299 rosyjski, 6 mołdawski, 1 bułgarski, 11 ormiański, a 3 inny.